# Hjuldampskibet Holger Danske
Hjuldampskibet Holger Danske blev søsat i 1849 i England og indgik i marinen i 1850. Holger Danske var oprindeligt bestilt som rutebåd til ruten Kiel-St. Petersborg, men på grund af krigen blev det færdiggjort som kanonbåd til marinen. Motoren var på 260 HK.     

## Tekniske data

### Generelt
- Længde: 53,4 m
- Bredde:  8,9 m
- Dybgang: 4,1 m
- Deplacement: 1.006 ton

### Armering
Artilleri: 1 styk 60 pund bombekanon, 6 styk 30 pund kanoner, 6 styk 4 pund haubitser.   

## Tjeneste
Indgået i flådens tal i 1850. Krigsudrustet i 1850-51, under kriserne i 1854 og 1861 og under krigen i 1864. Blev ofte anvendt til troppetransport. Udgået af tjeneste i 1873 og solgt i 1876. 